# 保测动力系统
保测动力系统（英語：Measure-preserving dynamical system）由一个概率空间和其上的一个保测变换組成。也就是说，它是一个系统

{\displaystyle (X,{\mathcal {B}},\mu ,T)}
带有下面结构：
- X是一个集合，
- {\displaystyle {\mathcal {B}}}是X上的一个σ-代数，
- {\displaystyle \mu :{\mathcal {B}}\rightarrow [0,1]}是一个概率测度，
- {\displaystyle T:X\to X}为一个可测变换, 并且保持测度{\displaystyle \mu }，即对任意{\displaystyle A\in {\mathcal {B}}} 满足

{\displaystyle \mu (T^{-1}A)=\mu (A)}.
此时，称T为概率空间{\displaystyle (X,{\mathcal {B}},\mu )}上的一个保测变换。